# Women's Freedom League
La Women's Freedom League è stata un'organizzazione del Regno Unito dal 1907 al 1961 che ha fatto campagna per il suffragio femminile, il pacifismo e l'uguaglianza sessuale. Fu fondata da ex membri della Women's Social and Political Union (Unione sociale e politica delle donne) dopo che i Pankhurst decisero di governare senza il sostegno democratico dei loro membri.

## Fondazione e denominazione
Dopo l'annuncio che la Annual Conference of the Women's Social and Political Union (WSPU) (Conferenza annuale dell'Unione politica e sociale delle donne) del 1907 sarebbe stata annullata e che il comitato dell'organizzazione sarebbe stato sostituito da uno selezionato da Emmeline Pankhurst, si tenne una riunione per discutere l'azione incostituzionale nel ristorante di Eustice Miles, un ristorante vegetariano in Chandos Street, Charing Cross, vicino alla Strand. Di conseguenza fu inviata alla signora Pankhurst una lettera datata 14 settembre 1907 e firmata da Charlotte Despard, Edith How-Martyn, Caroline Hodgson, Alice Abadam, Teresa Billington-Greig, Marion Coates Hansen, Irene Miller, Bessie Drysdale e Maude Fitzherbert, insistendo affinché l'atto costitutivo venisse onorato e la Conferenza potesse andare avanti.
I Pankhurst rifiutarono la richiesta, tuttavia l'incontro si tenne comunque il 12 ottobre 1907 a Caxton Hall. I funzionari e i membri del comitato furono debitamente eletti per una nuova organizzazione. Una delle prime azioni del gruppo fu quella di scegliere un nome per la nuova organizzazione tramite un referendum tra le sezioni. Il nome Women's Freedom League fu annunciato come scelta vincente sul giornale del suffragio Women's Franchise il 28 novembre 1907.

## L'etica e l'attivismo
La Lega si oppose alla violenza a favore di forme di protesta non violente come il mancato pagamento delle tasse, il rifiuto di completare i moduli di censimento e l'organizzazione di manifestazioni, compresi i membri che si incatenavano agli oggetti nelle Camere del Parlamento. Crebbe a più di 4.000 membri e pubblicò il settimanale The Vote dal 1909 al 1933. Sarah Benett fu tesoriere della Lega fino alle sue dimissioni nel 1910. La dottoressa Elizabeth Knight fu una fonte di fondi per la Women's Freedom League. Subentrò come tesoriere a Constance Tite nel 1912, dove migliorò la situazione finanziaria della WFL. Prima di essere nominata, la lega aveva avuto seri problemi finanziari e in alcune occasioni aveva dovuto fare appello ai suoi membri per i prestiti. La Knight introdusse nuovi piani di raccolta fondi per la lega, anche se le finanze furono migliorate da grandi donazioni da parte di una persona "anonima". Si sospetta che questa persona fosse la Knight.
Nel 1912 Nina Boyle divenne capo del dipartimento politico e militante della WFL. Pubblicò molti articoli sul giornale della WFL, The Vote. Iniziò una campagna per le donne per diventare Agenti Speciali. Questa campagna coincise con lo scoppio della Prima guerra mondiale nel 1914 e la richiesta di volontari per lo sforzo di guerra che la Boyle desiderava vedere accolta da donne e uomini. Quando la richiesta fu ufficialmente rifiutata, insieme a Margaret Damer Dawson, una ricca filantropa e lei stessa un'attivista per i diritti delle donne, istituì la prima forza di polizia volontaria femminile: le Women Police Volunteers (WPV).
La Lega continuò il suo pacifismo durante la prima guerra mondiale, sostenendo il Women's Peace Council. Allo scoppio della guerra, avevano sospeso le loro campagne e intrapreso il lavoro volontario.
Nelle elezioni generali del 1918, Despard, How-Martyn e Emily Frost Phipps si presentarono senza successo nei collegi elettorali di Londra come candidati indipendenti per i diritti delle donne contro la guerra. Celebrarono il raggiungimento del suffragio e rifocalizzarono le attività della WFL sull'uguaglianza, inclusa la parità di retribuzione e l'uguaglianza della moralità. Il gruppo rifiutò di aderire, ma continuò sotto la guida di Marian Reeves per organizzare feste di compleanno annuali per la Despard e mantenere il Minerva Club in Brunswick Square. Dopo la morte della Reeves nel 1961, l'organizzazione votò per sciogliersi.

## Il voto e la crescita nella Women's Freedom League
Dopo la creazione della Women's Freedom League nel 1907, essa crebbe rapidamente in tutta la Gran Bretagna. Del comitato esecutivo faceva parte Amy Sanderson, suffragetta scozzese. La lega era composta da sessanta rami e aveva quasi quattromila membri. La lega ha fondato il proprio giornale chiamato The Vote. Membri della Lega che erano scrittori guidarono la produzione del giornale. Louisa Thomson-Price creò la prima vignetta nel 1909. The Vote divenne il principale mezzo di comunicazione con il pubblico, informando i lettori di campagne, proteste ed eventi. Il giornale contribuì a diffondere idee riguardanti la prima guerra mondiale, consentendo alla Lega per la Libertà delle Donne di difendersi contro la guerra. I membri della Lega rifiutarono di essere coinvolti nella campagna guidata dall'esercito britannico. I membri rimasero sconvolti quando la campagna per il suffragio femminile si interruppe mentre la guerra era in corso.

## Galleria d'immagini

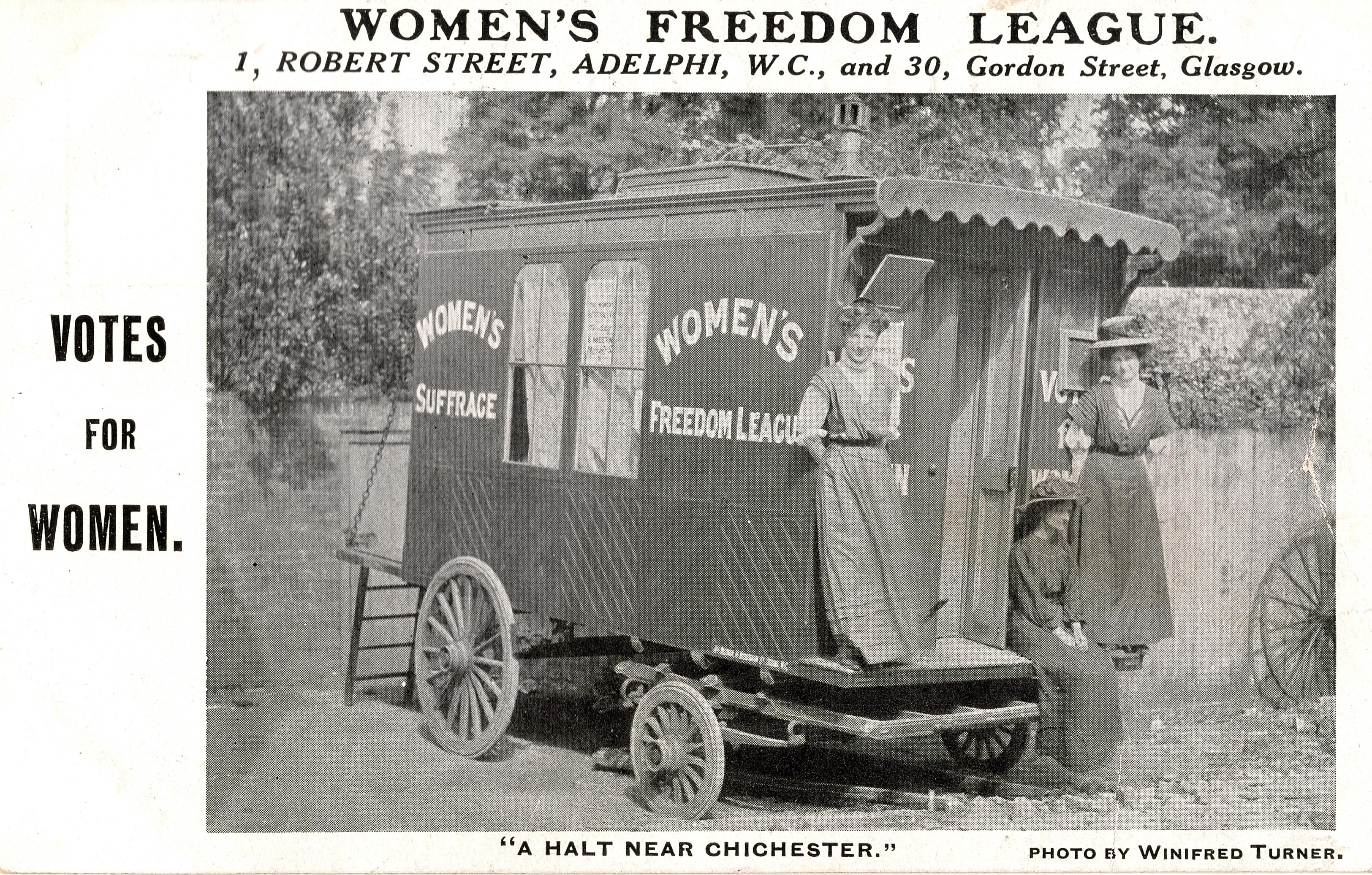
Materiale promozionale della Women's Freedom League (1908)
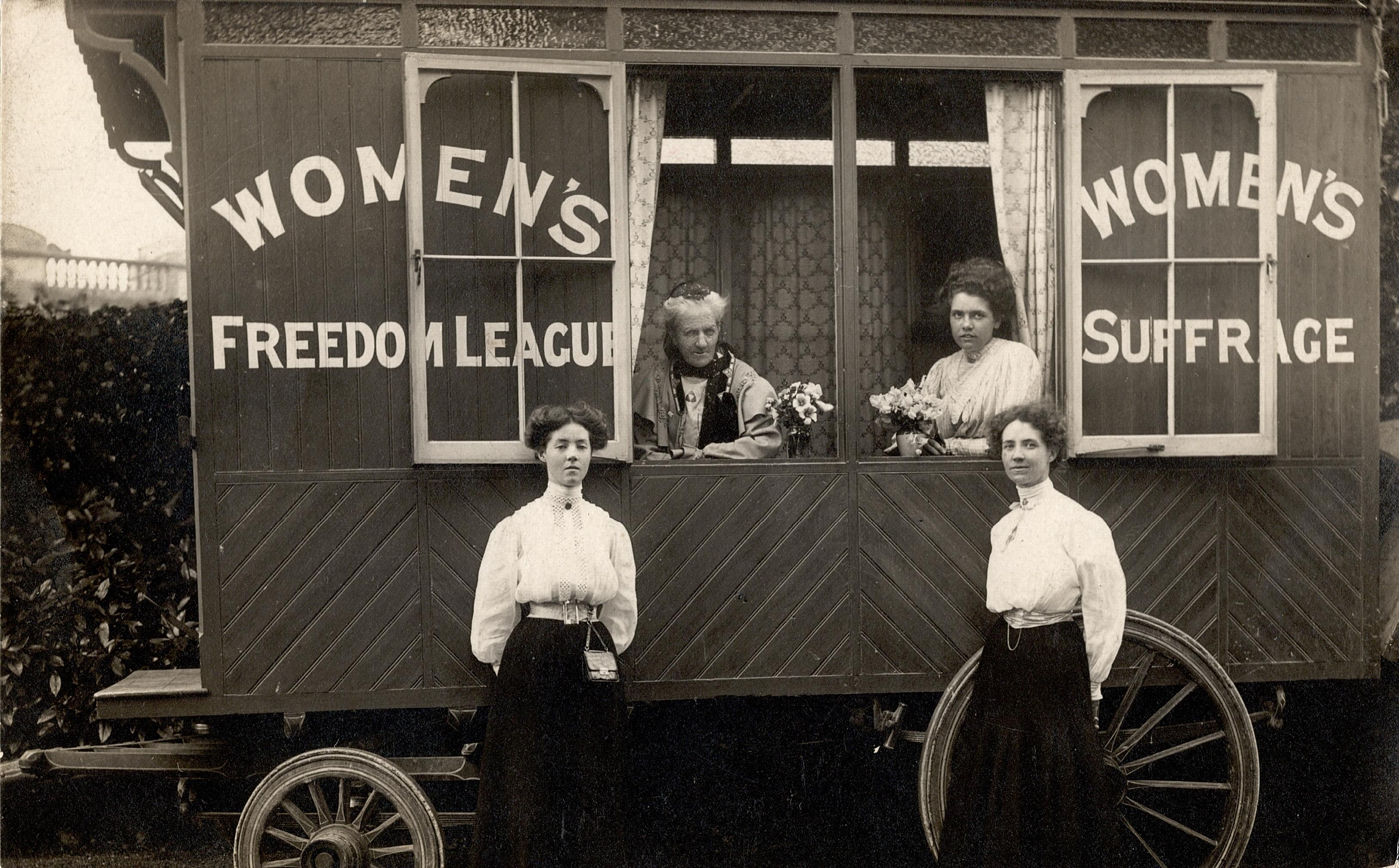
Caravan della Women's Freedom League con Charlotte Despard (a sinistra) e Alison Neilans (a destra) sedute all'interno
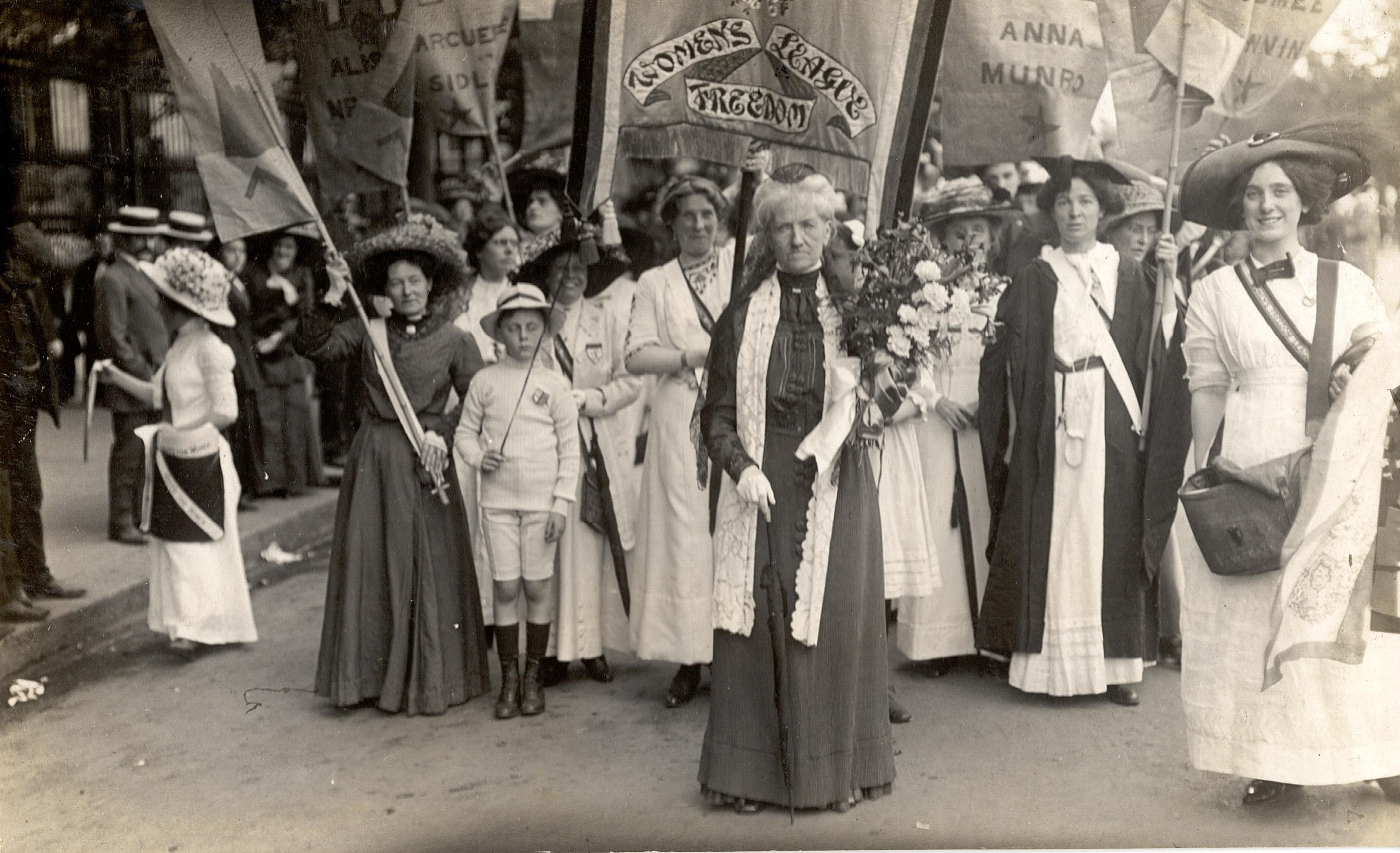
Women's Freedom League al Women's Coronation Procession, Londra, 17 giugno 1911. Charlotte Despard si trova di fronte a un gruppo che tiene striscioni.
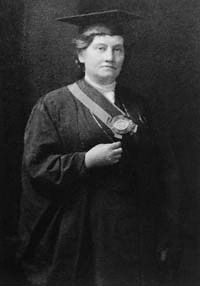
Margaret Nevinson, docente e suffragetta britannica, attivista per il suffragio femminile
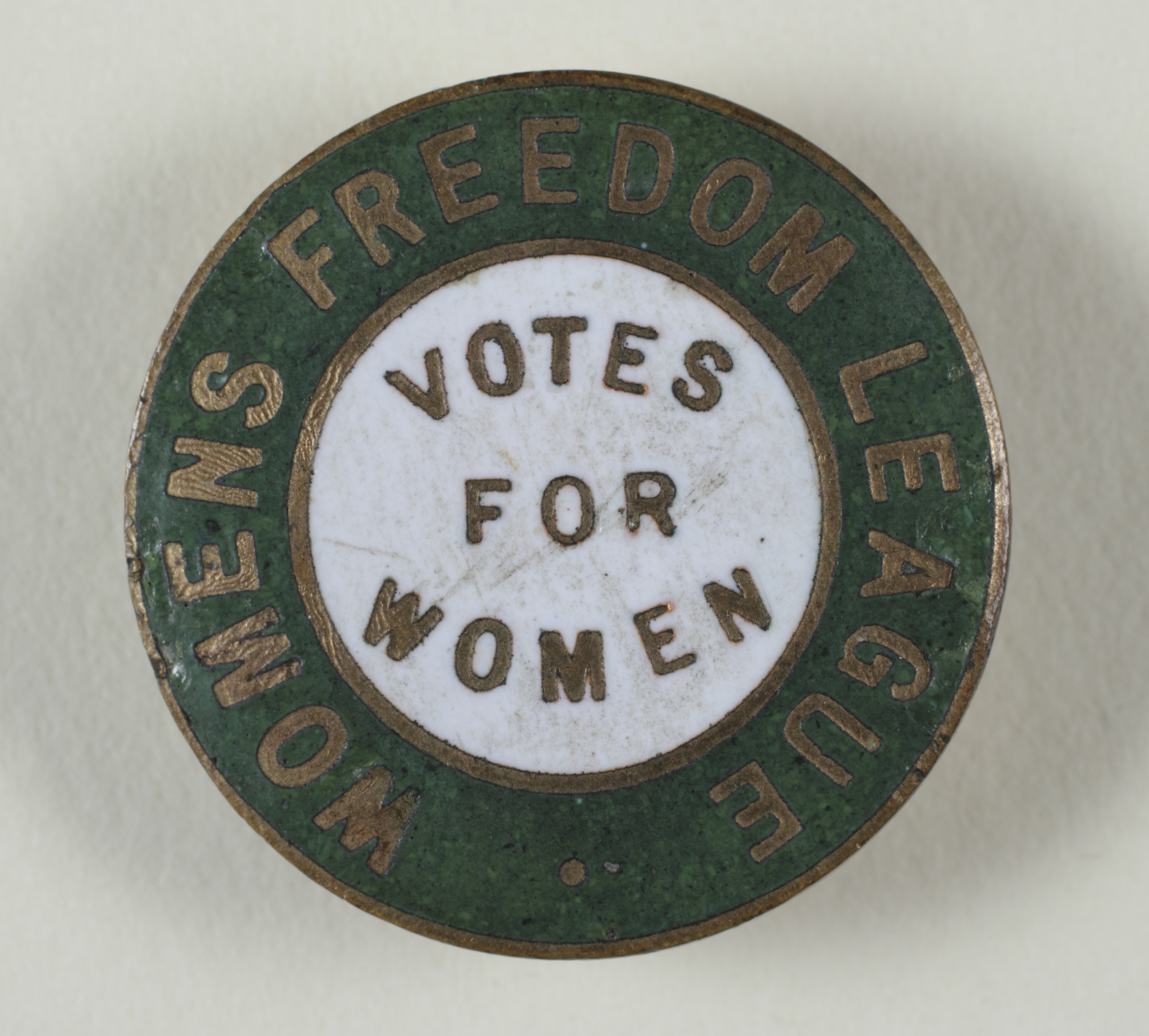
Distintivo Voti per le donne
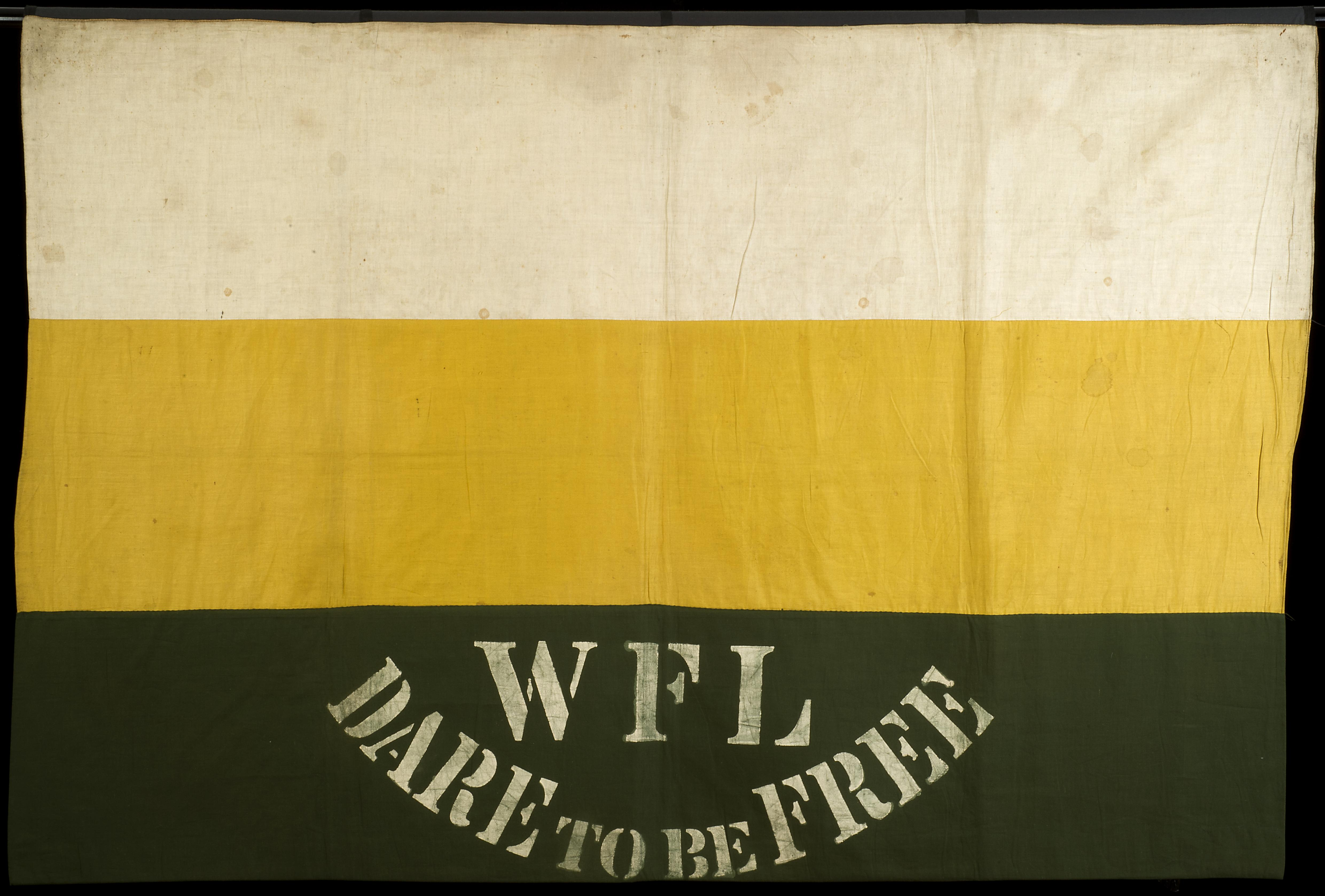
Abbiate il coraggio di essere liberi, bandiera della Women's Freedom League c. 1908
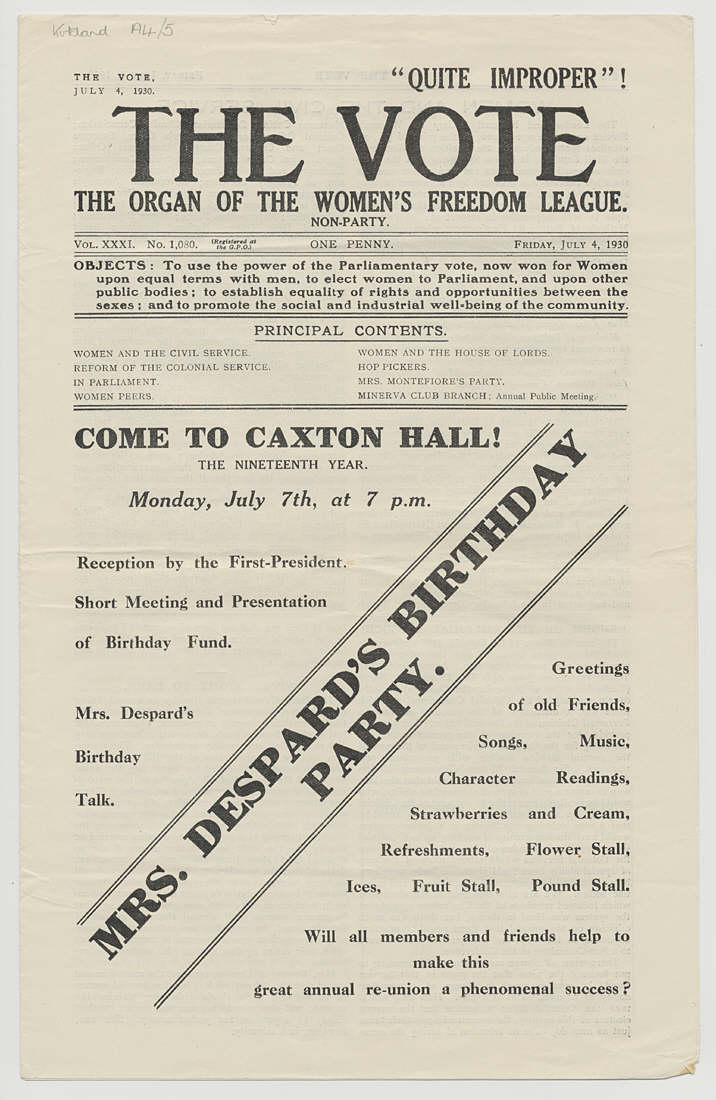
Numero del 4 luglio 1930 di The Vote
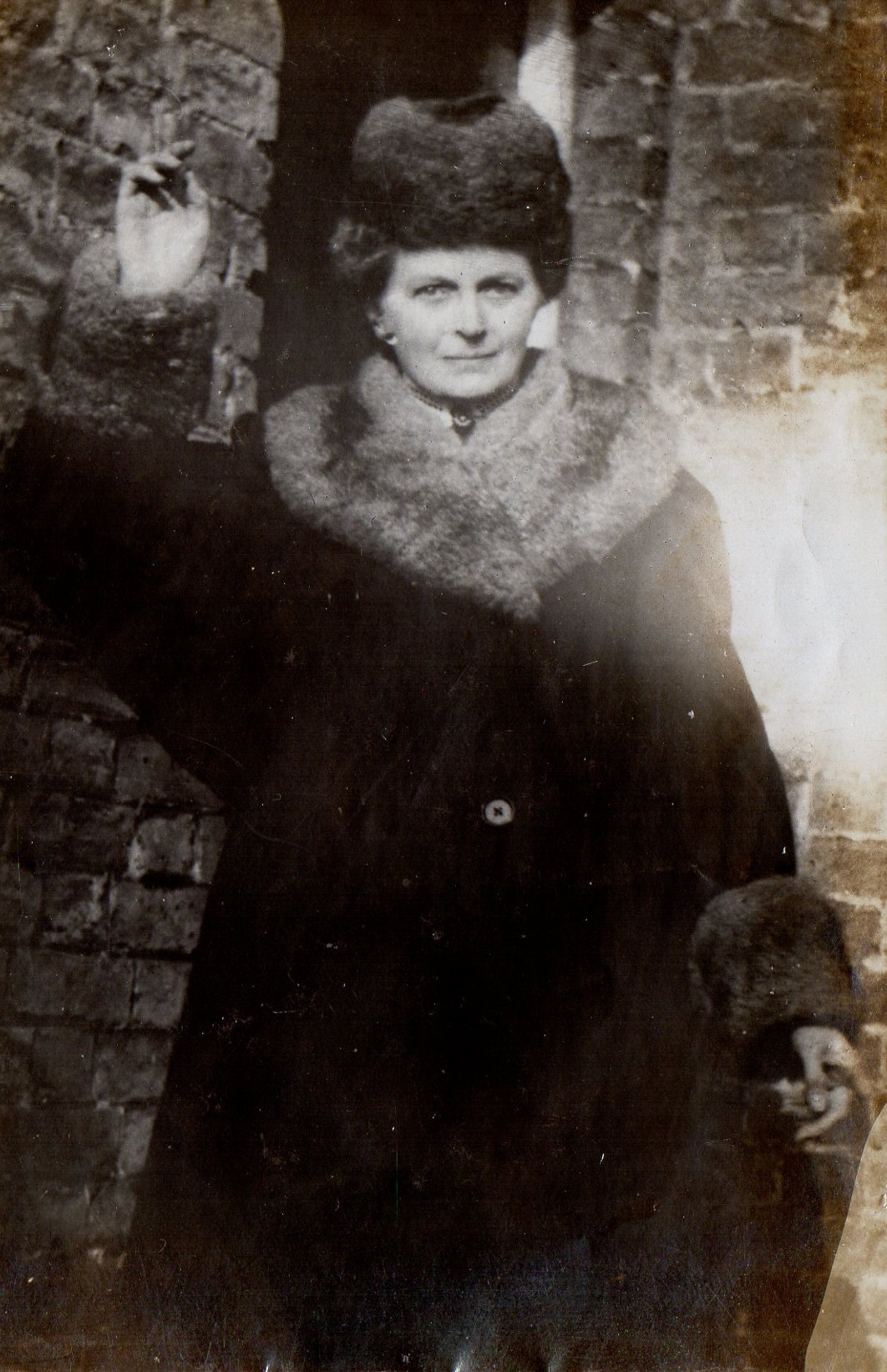
Alice Abadam, suffragetta gallese

## Proteste ed eventi

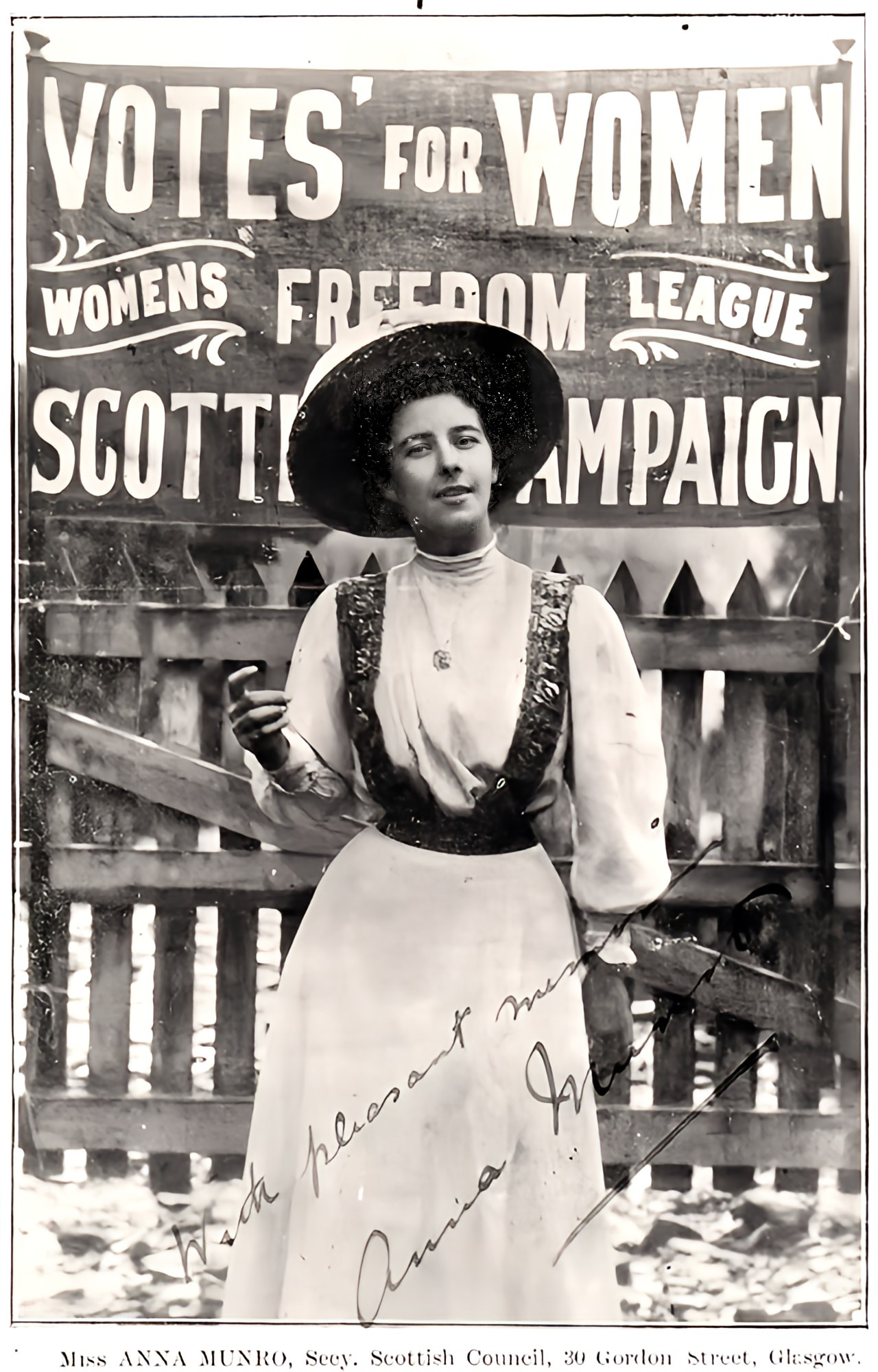
Anna Munro parla davanti a uno striscione della campagna scozzese della Women's Freedom League

L'obiettivo principale della Lega era quello di criticare, opporsi e riformare il governo. La Lega tenne proteste a favore del pacifismo durante la prima guerra mondiale. Non solo la Lega si oppose alla guerra, ma utilizzò anche forme pacifiche di protesta solo come il rifiuto di compilare moduli di censimento e non pagare le tasse. Ad esempio, nel 1908 e nel 1909 i membri si incatenarono a vari oggetti in Parlamento per protestare contro il governo. Il 28 ottobre 1908, tre membri della Women's Freedom League, Muriel Matters, Violet Tillard ed Helen Fox, pubblicarono uno striscione alla Camera dei Comuni. Le donne si incatenarono anche alla grata sopra una finestra. Le forze dell'ordine hanno dovuto rimuovere la grata mentre erano ancora attaccate fino a quando non poterono togliere le serrature che le tenevano attaccate alla finestra. Questa protesta divenne nota come l'Incidente della Grata.
Due membri della Lega, Alice Chapin e Alison Neilans, attaccarono i seggi elettorali durante le elezioni suppletive del 1909, distruggendo bottiglie contenenti liquidi corrosivi sulle urne nel tentativo di distruggere i voti. Un ufficiale, George Thornley, fu accecato in un occhio in uno di questi attacchi, e un agente liberale soffrì una grave ustione al collo. Il conteggio fu ritardato mentre le schede furono esaminate con attenzione, 83 schede erano state danneggiate ma leggibili, ma due schede furono indecifrabili. Successivamente furono condannate a tre mesi ciascuna nella prigione di Holloway.
Le sorelle suffragette Muriel e Arabella Scott si sono incatenate ai loro posti in un evento politico e hanno parlato a nome delle politiche WFL e WSPU, in occasione delle elezioni anticipate in tutta la Scozia.
Le Donne Marroni prendono il nome dai cappotti marroni che indossavano i camminatori. Agnes Brown (per coincidenza), Isabel Cowe e altri quattro partirono da Edimburgo per raggiungere Londra a piedi. Avevano sciarpe bianche e cappelli verdi e mentre viaggiavano raccoglievano firme per una petizione per i diritti delle donne. Gli escursionisti dovevano camminare per quindici miglia e partecipare a una riunione ogni giorno e in questo modo impiegarono cinque settimane per arrivare a Londra.

## Commemorazioni
Il 20 settembre 2023, English Heritage annunciò che la millesima targa blu a Londra sarebbe stata posta al numero 1 di Robert Street a Westminster, Londra. Questa fu la sede della Women's Freedom League per il suo "periodo più attivo" tra il 1908 e il 1915.

## Archivi
Gli archivi della Women's Freedom League sono conservati presso The Women's Library alla biblioteca della London School of Economics.